# João Carlos Martins
João Carlos Martins, (São Paulo, 25 de junio de 1940) es un pianista clásico y director de orquesta brasileño. Cualificado intérprete de la música de Bach, cuya obra completa para piano ha grabado en disco, fue obligado a dejar de tocar el piano después de perder el uso de las manos. Continuó su carrera musical como director de orquesta y promotor de la Fundación Bachiana, que gestiona dos orquestas privadas.

## Biografía
Martins 
empezó a estudiar piano de niño en São Paulo, con la profesora Aida de Vuono. A los ocho años su padre le inscribió en un concurso de interpretación de obras de Bach que ganó. Estudió en el Liceu Pasteur de São Paulo, con el profesor José Kliass, músico ruso radicado en Brasil, y con once años ya estudiaba piano durante seis horas al día. 
Desde sus primeros conciertos atrajo la atención de la crítica musical mundial. Fue seleccionado para el Festival Casals, de entre numerosos candidatos de toda América para dar el recital de la gala del premio en Washington. A los veinte años debutó en el Carnegie Hall, en un evento patrocinado por Eleanor Roosevelt. Tocó con las mejores orquestas norteamericanas y grabó al piano la obra completa de Bach para teclado. Martins tocó en la inauguración del memorial Glenn Gould en Toronto, Canadá.

## Problemas con las manos
Una desgraciada serie de accidentes y enfermedades han dificultado y finalmente imposibilitado el uso de sus manos de distintos modos a lo largo de su vida, circunstancias contra las que ha luchado con gran voluntad y espíritu de superación una y otra vez. Lamentablemente, en la actualidad ya no puede utilizar las manos, aunque sigue entregado a la música como director de orquesta. 
Primero se vio afectado por un accidente mientras jugaba al fútbol en Nueva York, como resultado del cual se le rompió un nervio lo que afecto seriamente a la movilidad de su mano derecha. Después de varios tratamientos recuperó el movimiento de la mano derecha. Pero años después desarrolló una dolencia del sistema músculo-esquelético y neurológico denominada LER (Lesiones por Esfuerzo Repetivo), resultado del estrés producido por el exceso de repetición de movimientos, por ejemplo, en actividades industriales, artísticas o deportivas, como resultado de la cual tuvo que volver a dejar la práctica del piano. Vendió sus pianos e se inició como entrenador de boxeo, con la intención de alejarse todo lo posible de su truncada carrera musical, sin éxito, ya que volvió a tocar el piano después de desarrollar una técnica especial, para superar sufrir grandes limitaciones físicas: sólo podía utilizar la mano izquierda y algún dedo de la mano derecha, pero volvió a dar conciertos exitosos.
Precisamente con ocasión de uno de estos conciertos, estando en Sofía, Bulgaria, fue asaltado y recibió un golpe en la cabeza que le afectó neurológicamente resultando en nuevas dificultades de movimiento y dolores intensos en las manos, sobre todo en su hasta entonces todavía útil mano izquierda. Aunque consiguió volver a tocar otra vez el piano, con algunos dedos de cada mano y con gran esfuerzo, ya nunca más pudo hacerlo con maestría de concertista.
Años más tarde volvió a recuperar casi con total plenitud la movilidad de su mano izquierda. Hoy en día ha vuelto a los más importantes escenarios como pianista y director de orquesta.
Martins es, además, un gran amante del fútbol y fiel seguidor de la Associação Portuguesa de Desportos, al que acompaña si sus obligaciones artísticas no se lo impiden. Su carácter sencillo, entrañable y su historia de superación le han convertido en uno de los aficionados más queridos del club, que le ha nombrado su Embajador.
A finales de 2019 Martins ha reaparecido tocando el piano en concierto, interpretando con las dos manos por primera vez en dos décadas, gracias a la ayuda de unos guantes biónicos de neopreno, que gracias a un sistema de muelles permiten que los dedos del pianista vuelvan a su posición después de haber accionado las teclas.

## Carrera como director de orquesta
Estaba yo sin rumbo en 2003, ya sabiendo que nunca podría volver a tocar ni con la mano izquierda. Soñé que estaba tocando el piano, con Eleazar de Carvalho que me decía: ven aquí, que te voy a enseñar a dirigir Joao Carlos Martins.
João Carlos Martins

En mayo de 2004, grabó en Londres, dirigiendo a la English Chamber Orchestra, una de las mejores orquestas de cámara del mundo, los seis Conciertos de Brandenburgo de Bach y en diciembre de ese mismo año, las cuatro suites orquestales con la Bachiana Chamber Orchestra.
Siendo incapaz de sostener la batuta correctamente con las manos, prescinde de ella para dirigir. Debe hacer un minucioso trabajo de memorización para dirigir sin partituras, cuyas páginas tampoco puede voltear con las manos.

## Documental
La pasión y el espíritu de superación de João Carlos Martins ha inspirado muchas entrevistas, artículos de prensa e incluso algún documental como el franco-alemán llamado Die Martins-Passion (96 min, Alemania, 2004) (La pasión según Martins), escrito y dirigido por Irene Langemann, que ha obtenido premios en cuatro festivales internacionales: FIPA D'Or 2004, Banff Rockie Awards 2004 (Mejor documental de arte), CENTAURO como mejor largometraje documental (San Petersburgo), y el Premio al Mejor documental del Pocono Mountains Film Festival, Estados Unidos.